# 大明宝鈔

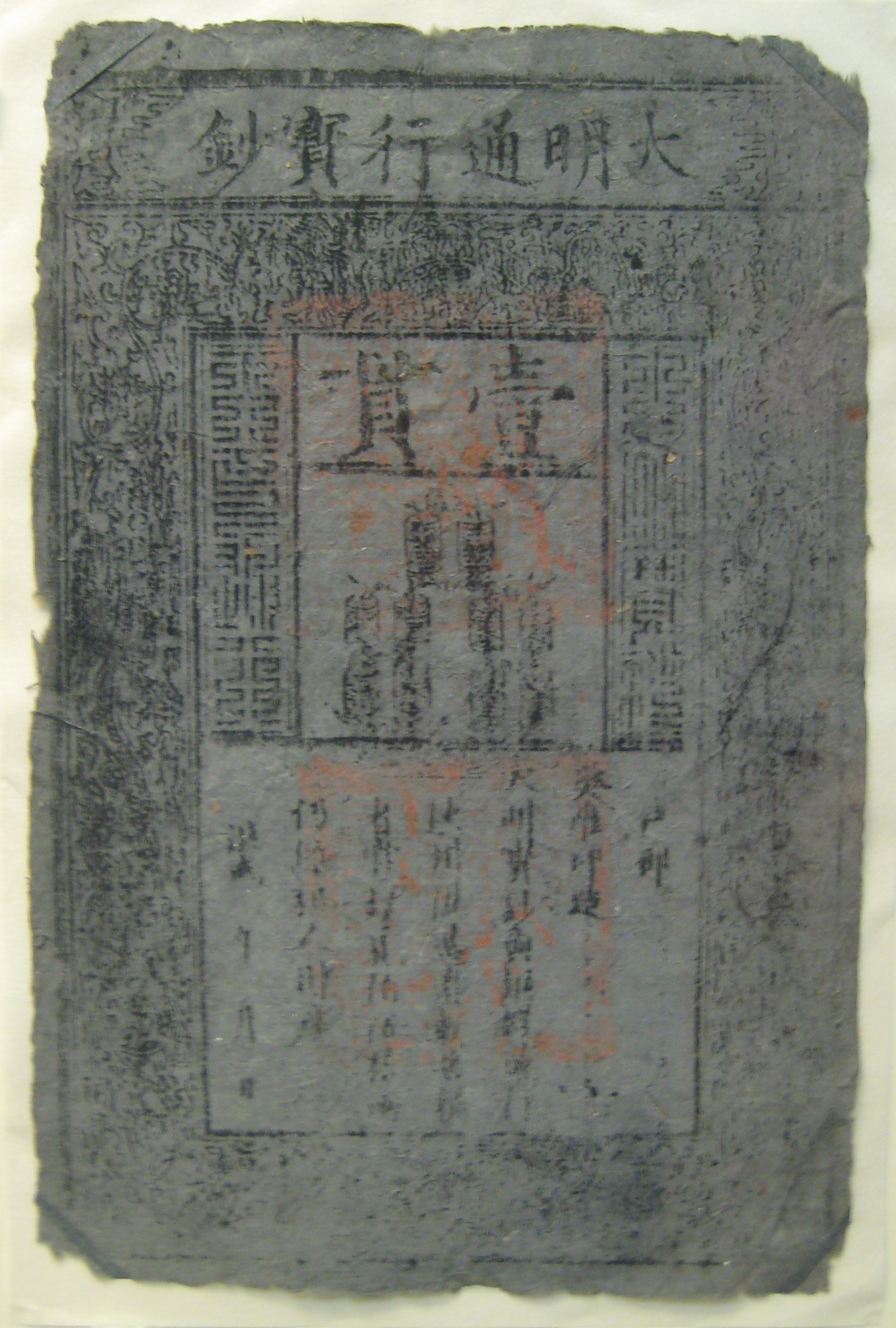
大明通行宝鈔。

大明宝鈔（だいみんほうしょう、簡: 大明宝钞、繁: 大明寶鈔）とは中国の明王朝が発行した紙幣を指す。以後、宝鈔と略記する。1375年から発行された宝鈔は、歴史上で最大の紙幣とされている。
明の貨幣制度は前王朝の元を引き継いだ部分がありつつも、王朝を通じた統一的な貨幣政策は存在しなかった。明では小額の取引用として銅銭、高額取引用として宝鈔が発行された。中国では宋の時代から紙幣が使われていたが、宋の紙幣である交子や、元の紙幣である交鈔と異なり、明の宝鈔は臨時支出の手段として断続的に発行された。宝鈔と銅銭との固定レートは設定されていたが、価値を維持するための政策が不十分であり、価値が下落していった。

## 宝鈔発行前の状況

元朝の紙幣である交鈔。明の初期においても流通した。

前王朝である元では、交鈔と呼ばれる紙幣が流通していた。元の支配が崩れると各地で独立勢力が勃興し、その1人である朱元璋は呉（のちの明）を建国する。当初の政府は独自の紙幣は発行せず、銅銭（銅貨）を発行する政策をとった。銅銭発行の組織として南京に宝源局を設立し、至正21年（1361年）に大中通宝を発行して私鋳（民間鋳造）を禁じた。王朝交替期の戦乱によって民間の価格は米1石＝3000文だったが、物価上昇をおさえるために官直（公定価格）は米1石＝1000文とした。また、貨幣の交換比率は元朝時代の単位を引き継ぎ、大中通宝の計算単位は400文を1貫、40文を1両、4文を1銭とした。大中通宝と交鈔の交換比率を定めることで交鈔の流通を維持し、経済の混乱を最小限にとどめるのが目的だった。こうして、宝鈔が発行されるまでは明においても交鈔は使われ続けた。また、大中通宝には銅銭の規格統一によって物価を安定させる効果も期待された。

## 宝鈔の発行開始
朱元璋が明の初代皇帝洪武帝として即位したのち、明政府は洪武7年（1374年）9月に宝鈔を発行する組織である宝鈔提挙司を設立し、洪武8年（1375年）3月に大明通行宝鈔を発行した。当初から、宝鈔は銅銭に比べて偽造しにくい点が評価されていた。宝鈔の価値を管理するために、以下のような政策が行われた。
1. 偽造者の斬罪と密告の奨励[6]。
2. 宝鈔1貫＝銅銭1000文＝銀1両＝金2.5銭のレートの設定[7]。
3. 宝鈔の種類は1貫、500文、400文、300文、200文、100文の6種類[7]。
4. 民間の金銀使用の禁止[7]。
5. 商業税を銅銭3、宝鈔7の比率で納税するように定めた[7]。

貴金属の使用を禁じて宝鈔を流通させることで、明政府は元から続いていた交鈔を宝鈔に切り替えることを意図した。
宝鈔の発行額は明確な史料がなく、推定で洪武18年（1385年）頃に年間500万から600万錠（2500万貫から3000万貫）、洪武帝後半期は1000万錠（5000万貫）前後である。宝鈔の回収額は洪武帝後半期で400万錠（2000万貫）となる。元の交鈔と比べると発行額・回収額ともに少ない。発行のペースは毎年一定額を発行する形式をとらず、断続的だった。発行した宝鈔の用途は当初は軍人への賞賜であり、1385年以降は臨時的に使われたと推測される。経常的な財政のために発行されたのではなく、この点でも元の交鈔とは異なる。

## 明の貨幣における位置
紙幣である宝鈔は高額取引用、銅銭は小額取引用に流通することが期待され、公式には宝鈔と銅銭のみを使うように定められた。しかし実態としては、銅銭と宝鈔はともに発行額が少なく発行ペースが断続的であり、財政の主軸となる貨幣に欠けていた。銅銭の原料となる銅が不足していた点や、明の財政が実物を中心にしていた点も原因だった。15世紀前半になると、これらに代わって銀錠（銀貨）が支払や流通で普及していった。明は江南の生産に支えられた実物経済の時代でもあり、布（絹帛・棉布）や米も高額取引に使われた。

## 価値の下落
紙幣は金属貨幣に比べて発行が容易だが、価値を維持するために発行額や回収額の管理が重要となる。元政府は前半においては政策が成功していた。しかし明政府は当初から宝鈔の価値を積極的に維持する政策がなく、洪武帝の時代から価値の下落が始まった。洪武9年（1376年）は鈔1貫＝米1石だったが、洪武18年（1385年）は鈔1貫＝0.4石、洪武30年（1397年）は鈔1貫＝米0.2石、建文4年（1402年）は鈔1貫＝米0.1石となった。銅銭との公定レートは鈔1貫＝1000文が固定されていたが、民間では銅銭に対する宝鈔の下落が進んだ。民間でのレートとして、洪武23年（1390年）は鈔1貫＝銭250文、洪武27年（1394年）は鈔1貫＝銭160文という記録がある。
宝鈔の価値を維持するために、元でも行われていた倒鈔法が実施された。これは破損したり古くなった宝鈔（昏鈔）を3パーセントの費用で新札に交換するものであり、そのための組織として行用庫が設立された。交換を保証して宝鈔の下落の防止を狙うはずだったが、制度としての運用は不十分だった。その理由として、民間による昏鈔のレート問題があった。民間では、昏鈔を使う取引では通常の宝鈔の2倍の価格になっており、胥吏はこれを利用して利鞘を稼いだ。宝鈔は二重価格が存在したことになり、洪武23年（1390年）にはこの行為が発覚して行用庫は廃止された。行用庫の廃止は、明政府が宝鈔の二重価格を放置する結果につながり、宝鈔の価値はさらに不安定になった。
明政府は対策として、銅銭の発行停止と金銀使用の禁止を合計7回実施したが、民間の銀使用は止まらず、銀の価値を高めて宝鈔の下落が続く結果となった。明政府はさらなる対策として、塩の強制販売をして宝鈔で支払わせる戸口食塩法（1402年）を制定した。永楽帝の時代には、首都を南京から北京に遷都する費用の調達が必要となった。そこで永楽7年（1409年）に北京に宝鈔提挙司を設置して宝鈔を増発したため、宝鈔は激しく下落した。宣徳帝の時代には江南経済の発展で実物経済が主軸となり、宝鈔の再建が試みられる。宣徳4年（1429年）からは運河に鈔関と呼ばれる関所を設置して宝鈔で船料を徴収したが、宝鈔の価値は維持できなかった。

## 終了・影響
宝鈔についての最後の記述は、明政府の行政法令集『大明会典』にあり、弘治2年（1489年）に宝鈔を売買した場合の処罰が書かれている。これは宝鈔を骨董品の商品にすることを禁じるのが目的だったと推測されている。
国外からの銀の流入は、明の貨幣制度を大きく変えた。ポルトガルとスペインが中国に到達し、中国の物産を買うために大量の銀を支払った。ポルトガルは、マカオを拠点とする南蛮貿易で倭銀と呼ばれる日本産の銀を運んだ。スペインはガレオン貿易やマニラ・ガレオンと呼ばれる定期航路で、中南米のポトシやサカテカスで採掘した銀を運んだ。明政府も銀による納税を認め、一条鞭法という銀本位制を定めることになる。
明の次に中国を支配した清王朝は、明の紙幣政策が失敗した点を参考として、紙幣を発行しなかった。民間では、重量がかさむ銅銭や銀貨を運ぶ代わりに金融業者の銭荘が預かり証を発行するようになり、銭票と呼ばれて市場でも流通した。清政府が紙幣を発行するのは、アヘン戦争や太平天国の乱などの相次ぐ戦乱で歳入不足に陥った咸豊3年（1853年）のこととなる。

## 製法・形状

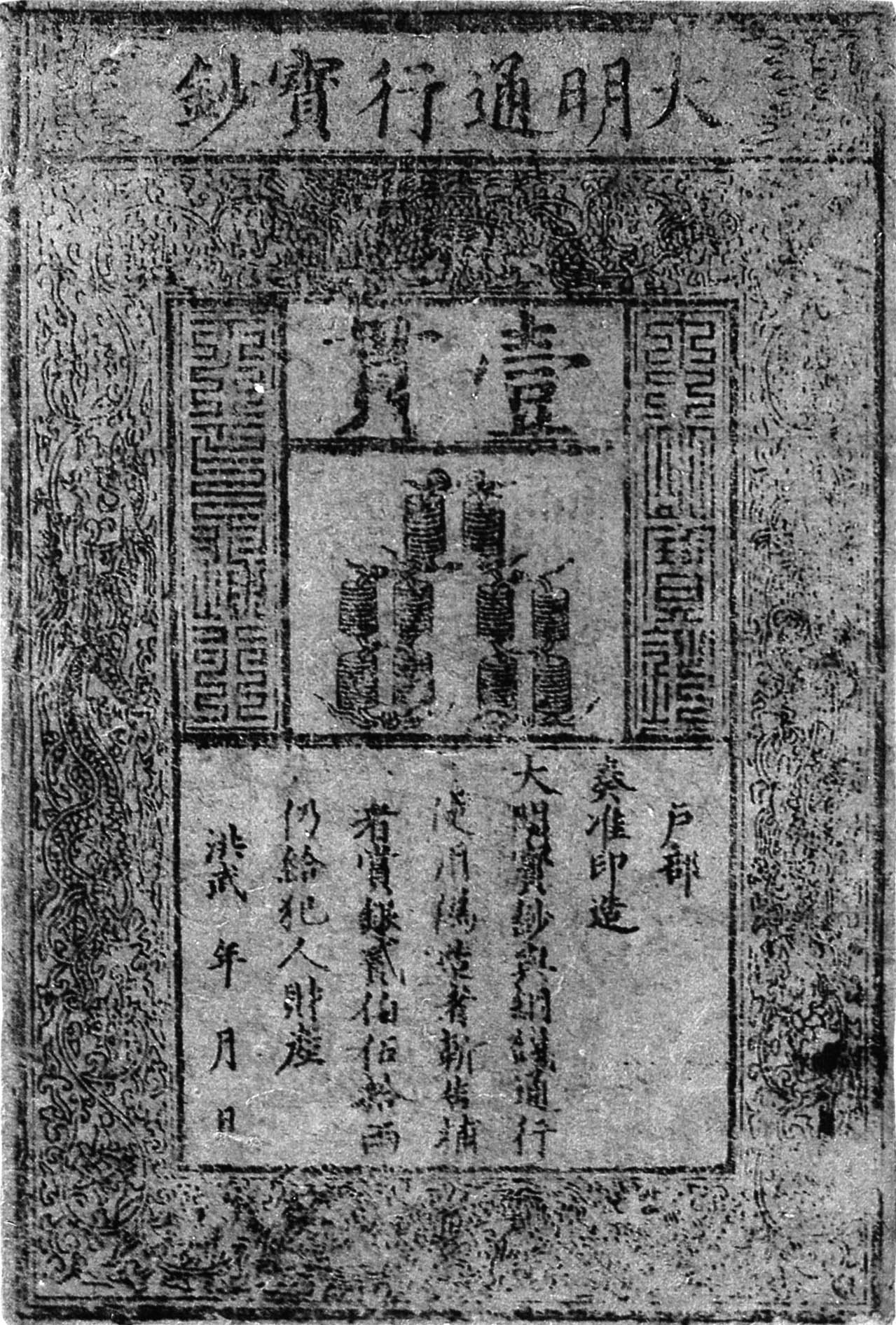
1貫の大明通行宝鈔。1個100文の銅銭の束が10個あり額面を表している。発行年月日は空欄で印刷後に書き入れた。

宝鈔は藁と桑の樹皮を素材として作られた。用紙は青味がある灰色をしており、当時の製紙技術のためか厚さが均一ではない。印刷は銅板1色であり、最上部に「大明通行寳鈔」の文字、中央に額面金額の数字と銅銭の束（緡）があり、枠には皇帝権力を示す龍の模様があった。下部には発行機関である戸部（中書省）、兌換文言、偽造処罰文言がある。
発行年月日は空欄で印刷したあとに墨で記入し、年号は皇帝が代っても洪武を使用し続けた。官印は朱色で中央に2カ所、裏面に1カ所を押印した。寸法は縦338ミリ・横220ミリあり、歴史上最大の紙幣といわれる。